# چخو (بازیکن فوتبال، زاده ۱۹۹۶)
چخو (انگلیسی: Chechu؛ زادهٔ ۲۲ ژانویهٔ ۱۹۹۶) بازیکن فوتبال اهل اسپانیا است.
از باشگاه‌هایی که در آن بازی کرده‌است می‌توان به باشگاه فوتبال رکریتیوو اوئلوا اشاره کرد.